# HDCAM

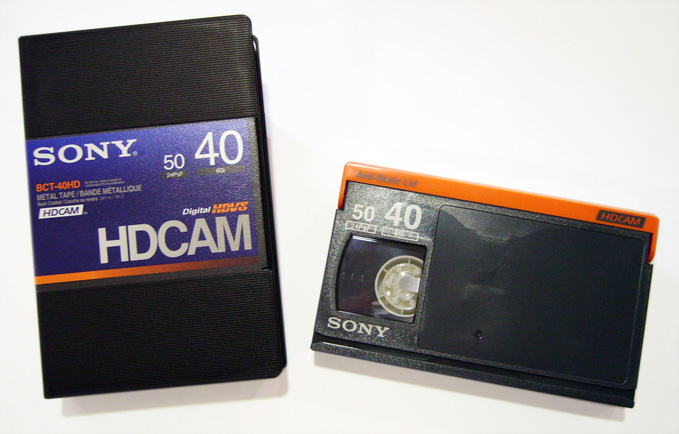
HDCAM 테이프

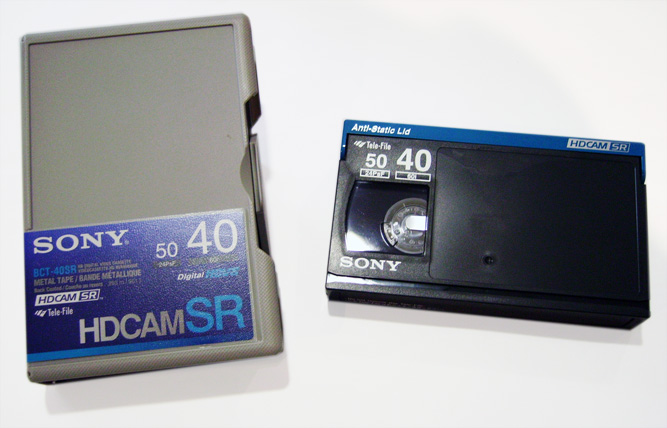
HDCAM SR 테이프

HDCAM은 1997년에 도입된 HD 용의 영상저장방식으로, 8비트 DCT의 압축된 3:1:1 녹화 방식에 1080i 호환 다운샘플링 해상도(1440x1080)를 사용한다. 나중에 나온 모델에는 24PsF와 23.976 PsF 모드들을 추가하였다. HDCAM 코덱은 정사각형이 아닌 화소들을 사용하며 1440x1080으로 녹화된 콘텐츠는 재생할 때 1920x1080로 업샘플링한다. 녹화된 비디오 비트속도는 초당 144 메가비트이다. 소리 또한 비슷하게 AES/EBU 20비트/48 kHz의 4채널 디지털 오디오이다.
흔히 HD버전의 디지털 베타캠으로 알려져 있지만 10bit 4:2:2를 사용하는 디지털 베타캠에 비해서 bit Depth, 서브샘플링을 낮은 수치로 사용하고, 해상도도 줄여서 저장하므로 품질로 보자면 잘못된 인식이다. 실제 HD버전의 디지털 베타캠은 여러모로 아래에 기술된 HDCAM-SR이라고 봐야 한다.
HDCAM-SR과는 달리 네이티브 코덱을 공개하지 않았기 때문에, 일반 편집시스템에선 HD-SDI출력을 입력받아 다른 알맞은 코덱으로 편집을 해야한다. 오직 SONY 자사의 'XPRI' 시스템에서만 네이티브 HDCAM 코덱으로 편집이 가능하다.
HDCAM 포맷을 사용하는 여러기기중 가장 알려진 것은 아무래도 HDW F900 기종이 되겠다. 흔히 이 카메라로 '스타워즈 에피소드1'을 촬영하였다고 생각할 수 있으나, 당시 HDW 750P 기종으로 테스트 촬영만 하였고, 본 영화 촬영은 필름으로 진행하였다. 그 후 HDW F900 기종이 개발되었고, '스타워즈 에피소드2'촬영에 사용되었다. 스타워즈 시리즈에 앞서, 위 기종으로 촬영되어 알려진 영화는 프랑스 영화 '비독'이 있다.
24PsF 기능을 갖춘 영화용 HD 캠코더이나, 그 기본태생은 방송용 카메라에서 벗어 날 수 없었기 때문에 1억 이상이나 하는 가격에 비해 좁은 다이나믹레인지,비디오 적인 색감,부족한 감도등의 한계가 있었다.

소니의 시네마틱 시네알타 제품에 사용되고 있다.

## HDCAM SR
HDCAM SR은 2003년에 선보여 SMPTE 409M-2005로 표준화되었다. 더 높은 입자의 심도로 된 테이프를 사용하며 초당 440 Mbit/초의 영상 비트레이트에 10비트 4:2:2 또는 4:4:4 RGB 녹화(대략적으로 초당 총 600 Mbit의 전체 데이터 속도)를 지원한다.

## 같이 보기
- HDV